# کارندوناق
کارندوناق (به لاتین: Carndonagh) یک منطقهٔ مسکونی در جمهوری ایرلند است که در شهرستان دانیگول واقع شده‌است. کارندوناق ۲٬۴۷۱ نفر جمعیت دارد و ۳۲ متر بالاتر از سطح دریا واقع شده‌است.